# Герб Частоозерского района
Герб муниципального образования Частоозерский район Курганской области является официальным символом Частоозерского района Курганской области.

## Герб 2018 года
Решением Частоозерской районной Думы № 98 от 17 мая 2017 года утверждён новый герб муниципального образования Частоозерского района Курганской области.

### Описание
Герб Частоозерского района представляет собой французский щит.
В пересечённом трёхчастно на лазурь, серебро и зелень щите, два отвлечённых, «сообращённых С- образно» золотых карпа. Голова «обращённой» рыбы — над хвостом левой.
Щит венчает золотая корона о пяти скруглённых зубцах, указывая на статус района как муниципальное образование.

### Символика
Лазурь (голубой, синий) цвет — как символ красоты, величия мира, верности, а также развития и движения вперёд. Лазурь говорит об изобилии рыбных запасов и чистоты 360 озёр Частоозерского района.
Серебро — как символ чистоты, искренности и взаимопонимания в мире, справедливости и благородства.
Зелёный (зелень) цвет — как символ природы, жизненного роста, как символ развитого животноводства, достатка, процветания и плодородия частоозерских земель, стабильности урожаев и трудолюбия жителей.
В целях охраны и воспроизводства косуль, лосей, кабанов, лис, норки и ондатры, на территории района создан Частоозерский государственный природный зоологический заказник. Сочетание в гербе голубого, серебряного и зелёного цвета подчёркивает природное богатство озёр, лесов и полей района.
Золото — как символ урожая, плодородия, изобилия, богатства и стабильности. Частоозерский район является преимущественно животноводческим и рыбопромысловым, основу его экономики составляет сельскохозяйственное производство, мясопереработка (колбасы, консервы, полуфабрикаты), рыборазведение, добыча рыбы (карп, сиг, щука, карась) и рыбопереработка.
В геральдике карп является промысловой рыбой и поэтому символизирует рыбную ловлю, как одно из основных занятий в районе.
Две золотые фигуры карпа — как символ обилия рыбы в озёрах Частоозерского края.

## Герб 2014 года
Решением Частоозерской районной Думы № 328 от 5 сентября 2014 года утверждён герб муниципального образования Частоозерского района Курганской области.

### Описание
Герб района представляет собой французский щит, разделённый на три одинаковых поля разных цветов: сверху вниз — зелёное, серебряное и червлёное, в каждом изображены животные. В зелёном поле — пасущаяся корова с колокольчиком на шее; в серебряном — три рыбы, расположенные по диагонали, головы их смотрят вверх; в червлёном — две сибирские косули.
Щит обрамляют золотые колосья пшеницы, перевитые красной лентой. Под ним год образования Частоозерского района — 1924.
Щит венчает золотая корона о пяти заострённых зубцах, указывая на статус района как муниципального образования.

### Символика
Фигуры и цветовые решения герба показывают, что Частоозерский район преимущественно является животноводческим и промысловым, а основу его экономики составляет сельскохозяйственное производство.
Корова — не только символ развитого животноводства в районе, но символ достатка, щедрости и процветания, а зелень поля, в котором находится её изображение, символизирует плодородие частоозерских земель, вечное обновление природы.
Рыбы символизируют изобилие рыбных запасов и чистоту озёр Частоозерского района.
Косули — знак движения вперёд, преодоления всех трудностей и преград. В целях охраны и воспроизводства этих животных и их среды обитания на территории района создан Частоозерский государственный природный зоологический заказник.
Красный (червлёный) цвет означает красоту, стойкость, мужество.
Пшеничные колосья говорят об урожае, достатке, стабильности, величии, хлебосольности и трудолюбии жителей, богатстве и могуществе природы.

## История
Ранее использовался герб с изображением зубчатого колеса (шестерни) с продетыми в него в левую перевязь колосьями. В нижнем поле выщербленно-пересечённого щита три рыбы, плывущие навстречу друг другу.